# Herbert Lindström
Carl Herbert Lindström (Harö, Norrtälje, Comtat d'Estocolm, 16 de març de 1886 – Harö, Norrtälje, 26 d'octubre de 1951) va ser un esportista suec que va competir a començament del segle xx. Especialista en el joc d'estirar la corda, guanyà una medalla d'or en aquesta competició als Jocs Olímpics d'Estocolm de 1912, formant part de l'equip de la Policia d'Estocolm.